# Miquel Alzamora Riera
Miquel Alzamora Riera (Artà, 17 de febrer del 1974) és un ciclista mallorquí.

## Biografia
Es formà amb els equips Bicicletes Caldentey (1994-95), Cropusa, de Burgos (1996-97), de la Societat Esportiva Illes Balears (1998-99), l'Amica Chips-Tacconi Sport d'Itàlia (2000) i Grup Drac (2001-2008). El 1995 fou campió d'Espanya de fons en pista i, el 1996, en l'especialitat en pista americana. Guanyà (1997), juntament amb Joan Llaneras, dues proves de la Copa del món de pista, i fou campió del món de ciclisme en la modalitat de 50 quilòmetres en americana, a Perth (Austràlia). El mateix any fou tercer a la Copa del món de persecució per equips, a Cali (Colòmbia). El 2000, formà part de la Selecció Espanyola als Jocs Olímpics de Sidney i ha estat campió d'Espanya de puntuació.
A finals del 1997 va rebre la insígnia d'Or de la Federació Balear de Ciclisme.
Després de proclamar-se campió del món a Perth, a la seva arriba a Artà se li va retre un homenatge amb més de 200 nins amb bicicleta, banda de música, i molta gent que li feu el passadís d'honor.
A final del 2001 anuncià la seva possible retirada després de la desaparició de l'equip de l'Amica. Tot i així poc després aconseguí el patrocini del Grup Drac de Vicenç Grande amb el qual pogué seguir competint.
L'1 de juny de 2002 va aconseguir la segona posició en la prova de scratch de la Copa del Món de Ciclisme en Pista disputada a Moscú. Aquesta era la segona vegada que Miquel Alzamora disputava aquest tipus de prova.
En la Copa del Món celebrada entre els dies 21 i 23 de març de 2003 a la ciutat de Aguascalientes (Mèxic), el ciclista artanenc va brillar amb llum pròpia i ha aconseguit uns resultats quasi immillorables: medalla d'or a la prova d'Scratch i medalla de plata a la prova de Madison, formant parella amb Joan Llaneras.
Al maig de 2004 aconseguí la medalla de plata a la Copa del Món de ciclisme en pista a Sydney.
Als jocs olímpics celebrats a la ciutat grega d'Atenes, el 25 d'agost de 2004, Miquel Alzamora va sumar un nou èxit a la seva dilatada trajectòria esportiva. Durant una disputada cursa, la parella de mallorquins formada per Miquel Alzamora i Joan Llaneras aconseguiren la sisena posició a la prova de la modalitat americana de ciclisme en pista.
Al 2005 participa en un Hivern a Mallorca, sumant la seva segona victòria.
Al novembre de 2006, després que una arbitrària decisió tècnica li impedís prendre part al Mundial de Bordeus, es prenia el Campionat d'Europa de Madison com una revàlida per demostrar que ha d'estar entre els millors. Fent parella amb Aitor Galdós Alonso, va patir una caiguda a Ballerup Super Arena (Copenhaguen) que el va obligar a abandonar. Va patir una fractura oberta al nivell de les dues branques pubianas, el que el va obligar a estar tres setmanes aturat, sotmetent-se a diverses sessions de magnetoteràpia i repòs continu.
Participà en la Challenge Volta a Mallorca.
El 26 de setembre de 2008 fou l'encarregat de donar la lliço inaugural de l'escola municipal de música d'Artà al teatre de dita localitat.
Aquell mateix any (2008), i per la falta de patrocinadors, va anunciar la seva retirada del ciclisme professional. Tot i així, continuà lligat amb aquest esport sent propietari d'una botiga de bicicletes al seu poble natal, que actualment ja no existeix i essent president del Club Ciclista Artanenc a més de director esportiu de la Mallorca 312.

## Palmarès
- 1993:
  - 3r al Campionat d'Espanya en Madison 50 km, amb Serafín Riera (Balears)
- 1994:
  - 3r al Campionat d'Espanya en Persecució per equips amb José Gayá, Toni Tauler i Bartomeu Pomar (Balears)
- 1995:
  -  1r al Campionat d'Espanya en Cursa per punts
  - 2n al Campionat d'Espanya en Madison 50 km amb José Gayá (Balears)
  - 3r al Campionat d'Espanya en Persecució per equips amb José Gayá, Armengual i Jorge García (Balears)
- 1996:
  -  1r al Campionat d'Espanya en Madison 50 km amb Toni Porras (Balears)
  - 2n al Campionat d'Espanya en Persecució individual
- 1997:
  -  Campió del Món en Madison a Perth amb Joan Llaneras
- 1998:
  -  1r al Campionat d'Espanya en Persecució per equips amb Jorge García, Joan Llaneras i Toni Tauler (Balears)
  - 2n al Campionat d'Espanya en Cursa per punts
- 1999:
  - 3r dels Sis dies de Grenoble
- 2000:
  -  1r al Campionat d'Espanya en Cursa per punts
  - 3r al Campionat d'Espanya en Persecució per equips amb Raúl Portilla, Vicenç Reynés i Toni Tauler (Balears)
  - 3r al Campionat d'Espanya en Persecució individual
  - 12è als Jocs Olímpics de Sidney 2000 en persecució per equips
- 2001:
  -  1r al Campionat d'Espanya en Cursa per punts
  - 2n al Campionat d'Espanya en Madison 50 km amb Francisco Martí (Balears)
- 2002:
  -  1r al Campionat d'Espanya en Scratch
  - 2n al Campionat d'Espanya en Persecució per equips amb Joan Llaneras, David Muntaner i Francisco Martí (Balears)
  - 3r al Campionat d'Espanya en Cursa per punts
- 2003:
  - 3r al Campionat d'Espanya en Cursa per punts
  - 3r al Campionat d'Espanya en Madison 50 km amb Francisco Martí
- 2006:
  -  1r al Campionat d'Espanya en Scratch
- 2007:
  - 3r al Campionat d'Espanya en Persecució per equips amb Toni Tauler, David Muntaner i Albert Torres (Balears)
- 2008:
  -  1r al Campionat d'Espanya en Madison 50 km amb Toni Tauler (Balears)
  - 3r al Campionat d'Espanya en Scratch
  -  1r al Campionat d'Espanya en Persecució per equips amb Toni Tauler, David Muntaner i Albert Torres (Balears)

### Resultats a laCopa del Món
- 1997
  - 1r a Trexlerton i Cali, en Madison
  - 3r a Trexlerton i Cali, en Persecució per equips
- 1999
  - 1r a Ciutat de Mèxic i Cali, en Madison
  - 2n a Frisco, en Madison
- 2001
  - 1r a Ciutat de Mèxic, en Madison
- 2002
  - 1r a Monterrey, en Madison
  - 2n a Moscou, en Scratch
- 2003
  - 1r a Aguascalientes, en Scratch
  - 2n a Aguascalientes, en Madison
- 2004
  - 2n a Sydney, en Madison